# Терри, Эмилио
Хосе Эмилио Терри-и-Санчес (исп. José Emilio Terry y Sánchez; 13 декабря 1890, Париж — 11 декабря 1969) — французский архитектор, художник и дизайнер кубинского происхождения. Работал преимущественно в классическом стиле и барокко, соединение которых в своих работах называл новым, стилем Людовика XIX.

## Жизнь и творчество
Родился в семье испано-ирландского происхождения. Отец — Франциско Терри-и-Дортикос и мать — Антония Санчес. Дед Эмилио по отцу, Томас Терри, был один из крупнейших кубинских сахарных фабрикантов, которого при жизни называли «кубинским Крезом», бабушка — дочь миллионера Андреса Дортикос-и-Кассон, губернатора провинции Сьенфуэгос.
В 1897 году Эмилио и его семья переезжает в Нью-Йорк, затем во Францию, где брат Франциско в 1891 году приобретает замок Шенонсо; в 1896 году замок переходит во владение отца Эмилио.
В Париже художник живёт с 1914 года у своей сестры Натали (в замужестве — графини де Кастеллане). При этом он оказывает финансовую помощь своим родственникам де Кастеллане. В 1934 году Эмилио приобретает у своего сводного брата Станислава де Кастеллане исторический замок Рошкот, который впоследствии обновил и декорировал в стиле, который сам называл стилем Людовика XIX (иначе стиль Людовика XVII, своеобразным смешением классицизма и барокко в архитектуре и внутреннем интерьере, соответственно эпохе Талейрана и Доротеи Саган.
В своей художественной деятельности Э.Терри создавал проекты архитектурных сооружений, внутреннего дизайна, интерьеров апартаментов и замков, настенных обоев и фурнитуры, разбивки парков и садов и прочего в неоклассическом стиле и в стиле барокко. Некоторые идеи он заимствовал у Палладио и Клода Леду.
Основной пик деятельности Э.Терри приходится на 1930-е — 1950-е годы. Среди его клиентов были греческий фабрикант Ставрос Ниархос, князь Монако Ренье III (по его заказу Терри создаёт дизайн покоев принцессы Грейс), семейство Бово, для которых он разбивает парк во французском стиле вокруг фамильного замка д’Аруэ в Лотарингии. 
В 1933 году он создаёт модель экспериментального «здания двойной спирали» (названного «en colimaçon»), который являлся иллюстрацией одной из теорий художника о том, что архитектура выражается в формуле «мечта будет осуществлена» («rêve à réaliser»). 
В 1950-е годы художник разрабатывает внутренний дизайн для замка де Грусси близ Парижа, а также делает разбивку для английского парка в стиле XVIII столетия для него.

## Галерея

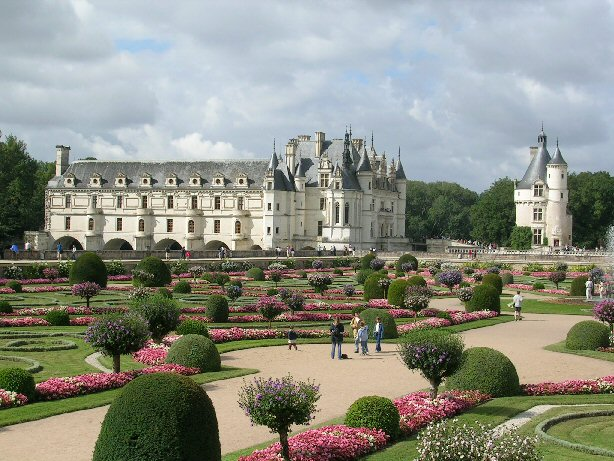
Замок Шенонсо
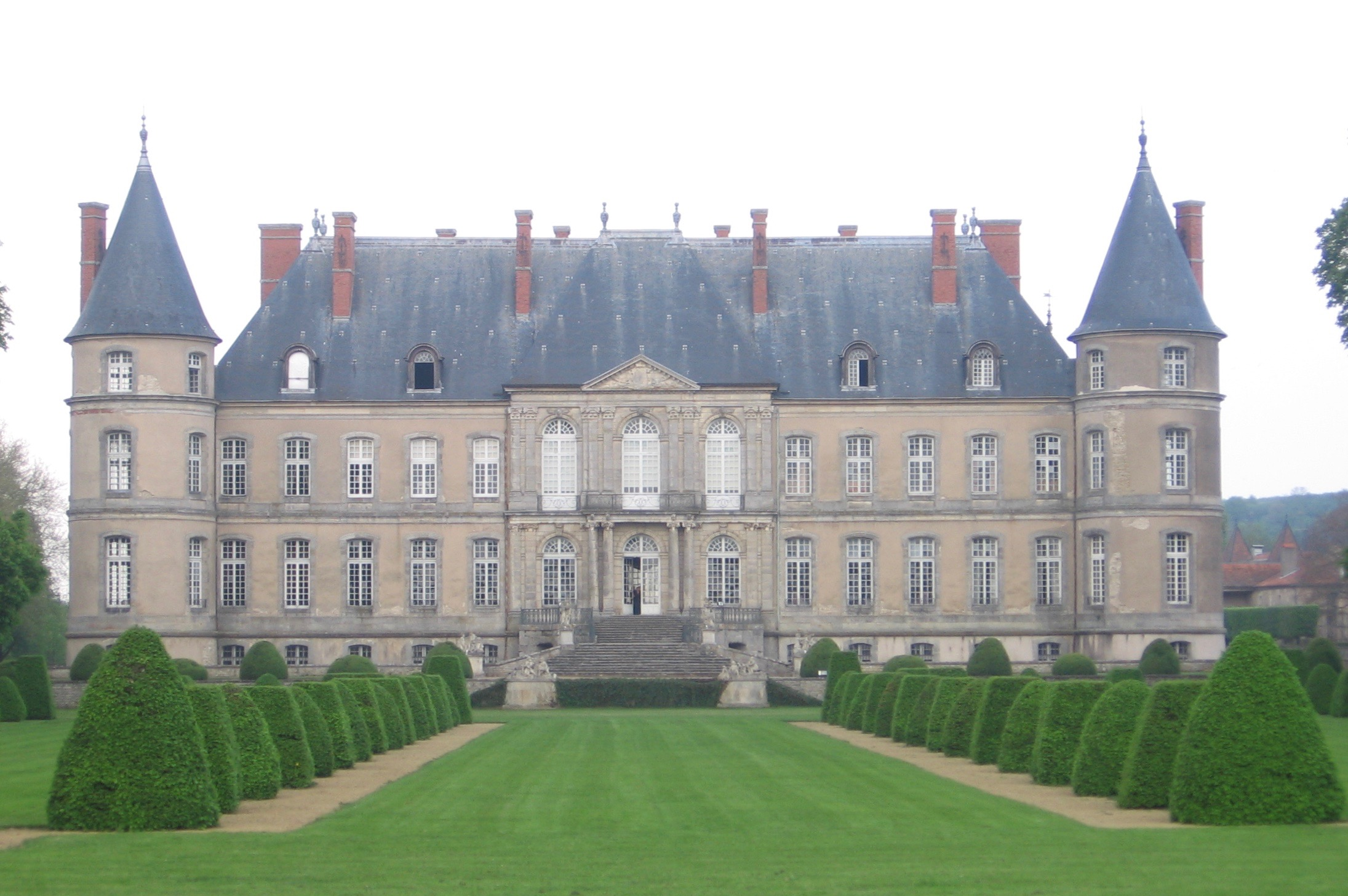
Замок д'Аруэ
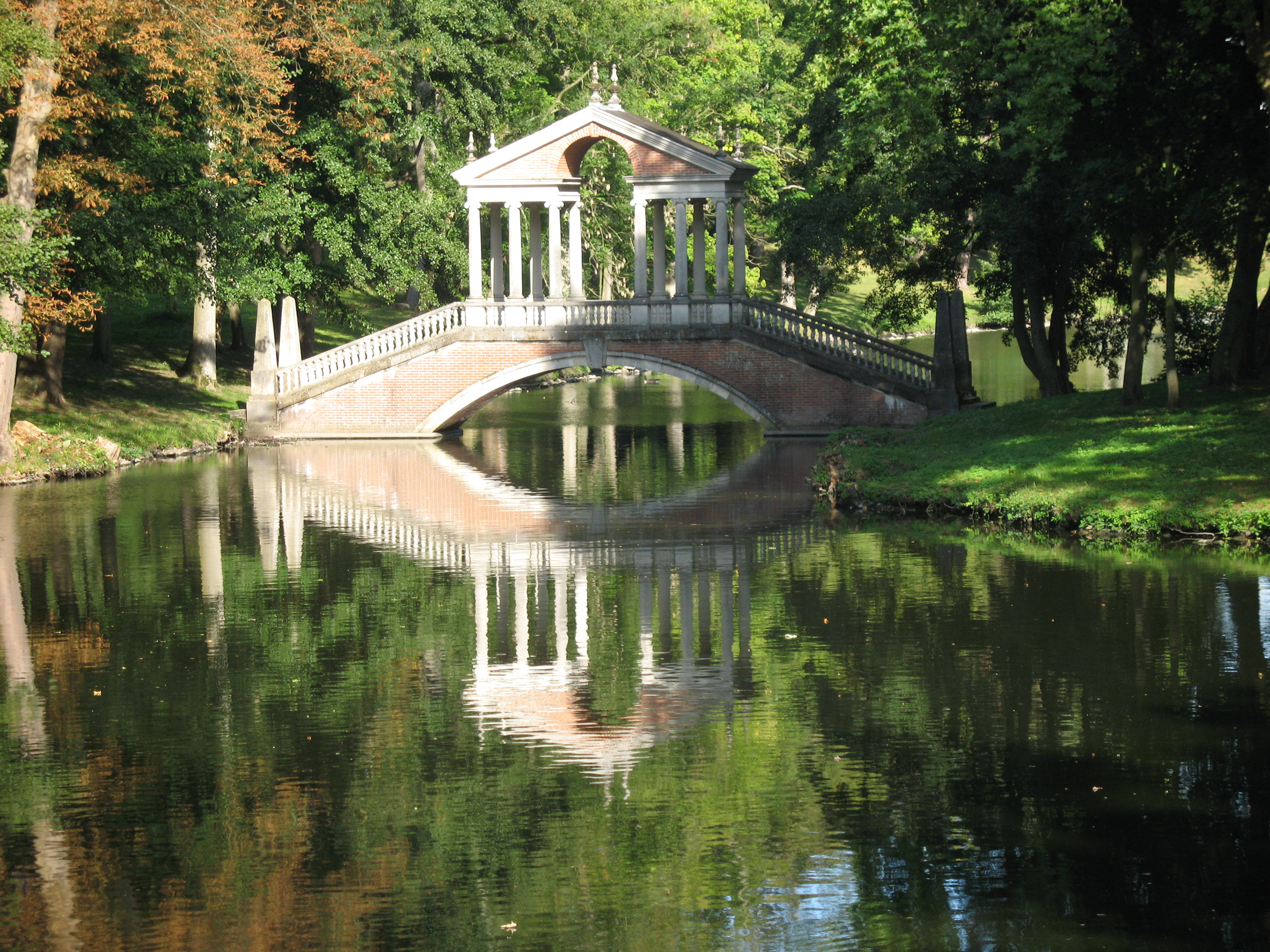
Мост-палладьен в парке замка Грусси
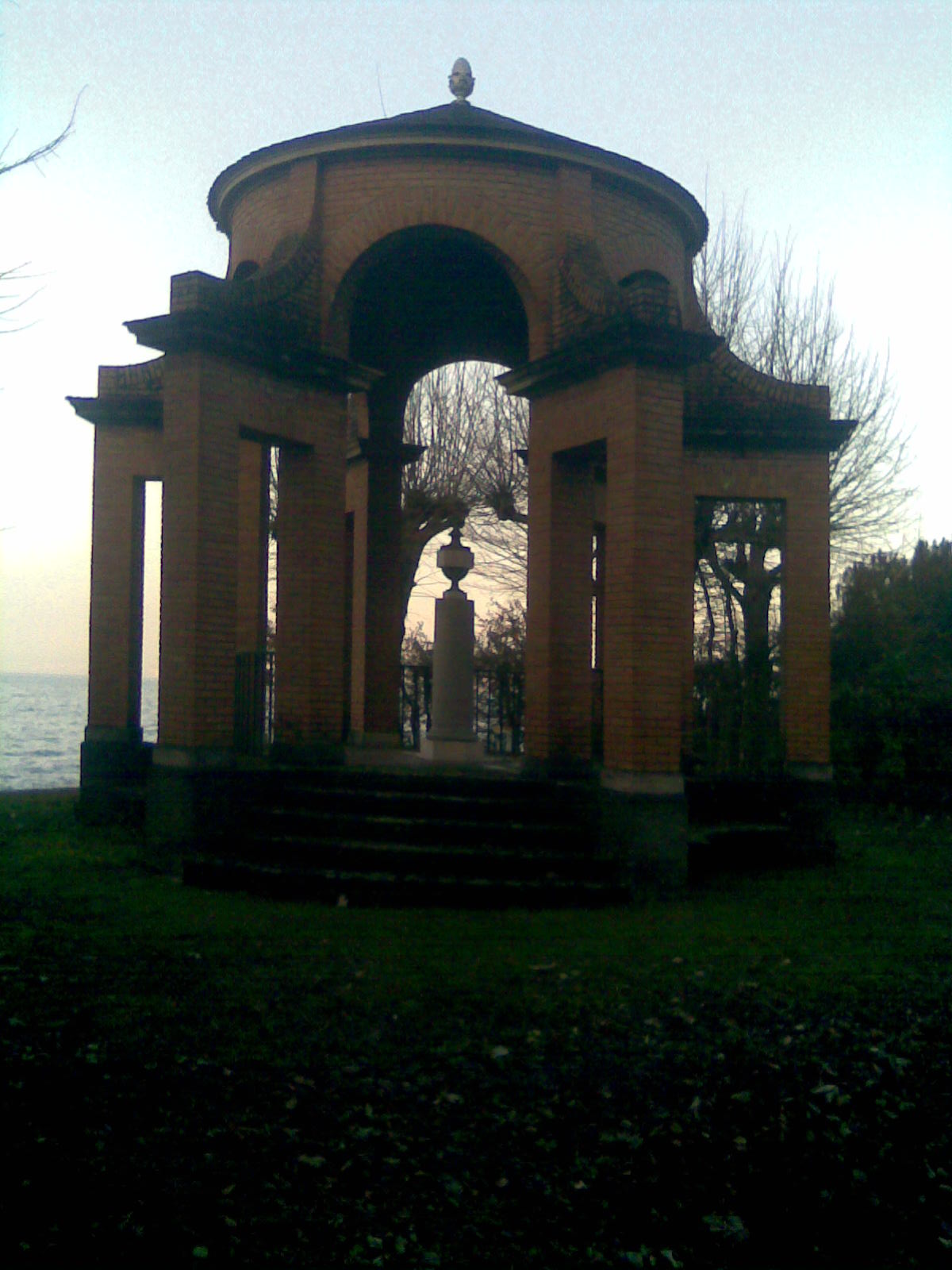
Парковый «храм Амфиона», Верхняя Савойя (1938)